# Contea di Savoia
La contea di Savoia fu un antico Stato preunitario, sorto con Umberto I Biancamano (980-1048), considerato il capostipite della dinastia sabauda in quanto primo personaggio storico definito “conte“, in un documento del 1003 dal vescovo Oddone di Belley. La geografia della contea era assai vaga, ma comprendeva per lo più territori nell'attuale Francia, nei dipartimenti di Savoia e Alta Savoia. La contea smise di esistere nel 1416, quando si trasformò in Ducato di Savoia.

## Geografia
Il nucleo principale della contea si estendeva nell'area intorno a Chambéry, città che adempiva il ruolo di capitale. In Italia, la contea trovava sviluppo nelle aree montane del Piemonte occidentale, specie nella Val di Susa e nella Val Chisone e attorno alla città di Pinerolo.

## Storia
La storia della contea inizia nel 1003, con una serie di donazioni del vescovo Oddone di Belley e del re di Borgogna Rodolfo III a Umberto I Biancamano, di cui non si conosce l'ascendenza. Al disgregarsi del regno di Borgogna (1032) Umberto  si schierò dalla parte dell'imperatore Corrado II il Salico (re di Germania) che lo investì dei titoli di conte di Moriana e di Belley, concedendogli inoltre il permesso di utilizzare l'aquila imperiale tedesca nel proprio stemma. Il nucleo della contea si snodava da Montmélian sino al Moncenisio, tra le rive del lago del Bourget (dove fu creato il mausoleo di famiglia nell'abbazia di Altacomba), il lago Lemano e il corso del Rodano; negli anni successivi si aggiunsero le contee di Aosta e di Tarantasia.
Ambendo a nuovi territori, Umberto creò nel 1046 un legame con il Piemonte tramite il matrimonio di suo figlio Oddone (1010-1060) e Adelaide, figlia di Olderico Manfredi II: l'unione apportava così i territori del marchesato di Torino, comprendente la Val di Susa e gran parte del Piemonte occidentale. Fu questa una tappa fondamentale per l'ingresso in Italia del casato che sarebbe cresciuto sino a raggiungere il titolo di re d'Italia.
Ad Oddone I succedettero in via del tutto nominale Amedeo II (1048-1078) e Pietro I (1048-1080), dato che la gestione della contea restò nelle mani abili della madre Adelaide fino alla sua morte.
Succedettero Umberto II (1070-1103), che alla morte di sua nonna Adelaide nel 1091 perse gran parte della marca di Torino, tranne la Val di Susa ed Amedeo (1095-1148), che edificò l'abbazia di Altacomba, lottò con l'imperatore, il re di Francia e il vescovo di Torino e morì di peste nel ritorno dalla crociata. Suo figlio Umberto III, proclamato beato, si oppose poi all'imperatore Federico Barbarossa nelle sue discese in Italia e fu quindi messo al bando. Gli succedette il figlio Tommaso I (1178-1233), che, ristabilì le relazioni con l'impero e nominato vicario imperiale per l'Italia settentrionale da Federico II (1225), ristabilì i domini della casata in Piemonte e ampliò i possessi d'oltralpe.
Alla morte di Tommaso I i membri della famiglia, antagonisti da tempo, si divisero i possedimenti: Amedeo IV (1197-1253) mantenne il dominio diretto sui beni con il titolo di conte di Savoia, il fratello Tommaso ricevette le terre di Piemonte da Avigliana (Valle di Susa) verso la pianura subalpina e assunse il titolo di signore di Piemonte. Invece un altro fratello Pietro ottenne il baronato del Vaud e ampliò notevolmente i possedimenti famigliari in Svizzera
Ad Amedeo IV succedette il figlio Bonifacio, sotto la reggenza del fratello Tommaso II. Sia Bonifacio (che assunse il potere alla morte dello zio) che Tommaso verranno sconfitti in battaglia da Asti e moriranno poco dopo; a loro succederanno prima Pietro II, che lotterà contro Carlo I d'Angiò e Rodolfo I d'Asburgo, e poi Filippo I.
Alla morte di Filippo I (1285), la contea di Savoia fu scossa dai conflitti che sorsero fra i pretendenti alla successione e durarono per un decennio: prevaleva ancora il concetto che l'eredità dovesse passare al rappresentante più forte della famiglia, senza il principio della primogenitura o della successione diretta del defunto. Ci fu così una spartizione del potere fra tre pretendenti: il titolo comitale e la maggior parte dei domini andarono ad Amedeo V (1249-1323), nipote del defunto, che ottenne il controllo delle vie commerciali attraverso le Alpi; a suo fratello più giovane, Luigi I di Savoia-Vaud, andarono la regione nord-orientale organizzata nella Baronia del Vaud ed il paese di Bugey, così egli iniziò la dinastia cadetta dei Savoia-Vaud; infine a Filippo I di Savoia-Acaia (figlio di Tommaso III, fratello di Amedeo IV) andarono assegnate un terzo delle terre piemontesi (da lui poi si originerà l'altra casa cadetta dei Savoia-Acaia).
Ad Amedeo V succedettero i due figli maschi: Edoardo (1284-1329) ed Aimone (1291-1343), che lasciò il trono al figlio Amedeo VI (1334-1383), detto il "conte verde", che acquisì i territori di Biella, Cuneo, Santhià e riassorbì nei domini comitali la Baronia del Vaud; il figlio Amedeo VII (1360-1391), detto il "conte rosso", estese la contea di Savoia acquistando quella di Nizza (a patto di non fornire mai, né alla Provenza né alla Francia) e suo figlio, Amedeo VIII (1383-1451), diciannovesimo conte di Savoia, fu designato duca dall'imperatore Sigismondo nel 1416.

## Conti di Savoia
|  |  |  |  |  |  |  |  |  |  |  |  |  |  |  |  |  |  |  |  |  |  |  |  |  |  |  |  |  |  |  |  |  |  |  |  |  |  |  |  |  |  |  |  |  |  |  |  |  |  |  |  |  |  |  |  |  |  |  |  |  |  |
|  |  |  |  |  |  |  |  |  |  |  |  |  |  |  |  |  |  |  |  |  |  |  |  |  |  |  |  |  |  |  |  |  |  |  |  |  |  |  |  |  |  |  |  |  |  |  |  |  |  |  |  |  |  |  |  |  |  |  |  |  |  |
|  |  |  |  |  |  |  |  |  |  |  |  |  |  |  |  |  |  |  |  |  |  |  |  |  |  |  |  |  |  |  |  |  |  |  |  |  |  |  |  |  |  |  |  |  |  |  |  |  |  |  |  |  |  |  |  |  |  |  |  |  |  |
|  |  |  |  |  |  |  |  |  |  |  |  |  |  |  |  |  |  |  |  |  |  |  |  |  |  |  |  |  |  |  |  |  |  |  |  |  |  |  |  |  |  |  |  |  |  |  |  |  |  |  |  |  |  |  |  |  |  |  |  |  |  |
|  |  |  |  |  |  |  |  |  |  |  |  |  |  |  |  |  |  |  |  |  |  |  |  |  |  |  |  |  |  |  |  |  |  |  |  |  |  |  |  |  |  |  |  |  |  |  |  |  |  |  |  |  |  |  |  |  |  |  |  |  |  |
|  |  |  |  |  |  |  |  |  |  |  |  |  |  |  |  |  |  |  |  |  |  |  |  |  |  |  |  |  |  |  |  |  |  |  |  |  |  |  |  |  |  |  |  |  |  |  |  |  |  |  |  |  |  |  |  |  |  |  |  |  |  |
|  |  |  |  |  |  |  |  |  |  |  |  |  |  |  |  |  |  |  |  |  |  |  |  |  |  |  |  |  |  |  |  |  |  |  |  |  |  |  |  |  |  |  |  |  |  |  |  |  |  |  |  |  |  |  |  |  |  |  |  |  |  |
|  |  |  |  |  |  |  |  |  |  |  |  |  |  |  |  |  |  |  |  |  |  |  |  |  |  |  |  |  |  |  |  |  |  |  |  |  |  |  |  |  |  |  |  |  |  |  |  |  |  |  |  |  |  |  |  |  |  |  |  |  |  |
|  |  |  |  |  |  |  |  |  |  |  |  |  |  |  |  |  |  |  |  |  |  |  |  |  |  |  |  |  |  |  |  |  |  |  |  |  |  |  |  |  |  |  |  |  |  |  |  |  |  |  |  |  |  |  |  |  |  |  |  |  |  |
|  |  |  |  |  |  |  |  |  |  |  |  |  |  |  |  |  |  |  |  |  |  |  |  |  |  |  |  |  |  |  |  |  |  |  |  |  |  |  |  |  |  |  |  |  |  |  |  |  |  |  |  |  |  |  |  |  |  |  |  |  |  |
|  |  |  |  |  |  |  |  |  |  |  |  |  |  |  |  |  |  |  |  |  |  |  |  |  |  |  |  |  |  |  |  |  |  |  |  |  |  |  |  |  |  |  |  |  |  |  |  |  |  |  |  |  |  |  |  |  |  |  |  |  |  |
|  |  |  |  |  |  |  |  |  |  |  |  |  |  |  |  |  |  |  |  |  |  |  |  |  |  |  |  |  |  |  |  |  |  |  |  |  |  |  |  |  |  |  |  |  |  |  |  |  |  |  |  |  |  |  |  |  |  |  |  |  |  |
|  |  |  |  |  |  |  |  |  |  |  |  |  |  |  |  |  |  |  |  |  |  |  |  |  |  |  |  |  |  |  |  |  |  |  |  |  |  |  |  |  |  |  |  |  |  |  |  |  |  |  |  |  |  |  |  |  |  |  |  |  |  |
|  |  |  |  |  |  |  |  |  |  |  |  |  |  |  |  |  |  |  |  |  |  |  |  |  |  |  |  |  |  |  |  |  |  |  |  |  |  |  |  |  |  |  |  |  |  |  |  |  |  |  |  |  |  |  |  |  |  |  |  |  |  |
|  |  |  |  |  |  |  |  |  |  |  |  |  |  |  |  |  |  |  |  |  |  |  |  |  |  |  |  |  |  |  |  |  |  |  |  |  |  |  |  |  |  |  |  |  |  |  |  |  |  |  |  |  |  |  |  |  |  |  |  |  |  |
|  |  |  |  |  |  |  |  |  |  |  |  |  |  |  |  |  |  |  |  |  |  |  |  |  |  |  |  |  |  |  |  |  |  |  |  |  |  |  |  |  |  |  |  |  |  |  |  |  |  |  |  |  |  |  |  |  |  |  |  |  |  |
|  |  |  |  |  |  |  |  |  |  |  |  |  |  |  |  |  |  |  |  |  |  |  |  |  |  |  |  |  |  |  |  |  |  |  |  |  |  |  |  |  |  |  |  |  |  |  |  |  |  |  |  |  |  |  |  |  |  |  |  |  |  |
|  |  |  |  |  |  |  |  |  |  |  |  |  |  |  |  |  |  |  |  |  |  |  |  |  |  |  |  |  |  |  |  |  |  |  |  |  |  |  |  |  |  |  |  |  |  |  |  |  |  |  |  |  |  |  |  |  |  |  |  |  |  |
|  |  |  |  |  |  |  |  |  |  |  |  |  |  |  |  |  |  |  |  |  |  |  |  |  |  |  |  |  |  |  |  |  |  |  |  |  |  |  |  |  |  |  |  |  |  |  |  |  |  |  |  |  |  |  |  |  |  |  |  |  |  |
|  |  |  |  |  |  |  |  |  |  |  |  |  |  |  |  |  |  |  |  |  |  |  |  |  |  |  |  |  |  |  |  |  |  |  |  |  |  |  |  |  |  |  |  |  |  |  |  |  |  |  |  |  |  |  |  |  |  |  |  |  |  |
|  |  |  |  |  |  |  |  |  |  |  |  |  |  |  |  |  |  |  |  |  |  |  |  |  |  |  |  |  |  |  |  |  |  |  |  |  |  |  |  |  |  |  |  |  |  |  |  |  |  |  |  |  |  |  |  |  |  |  |  |  |  |
|  |  |  |  |  |  |  |  |  |  |  |  |  |  |  |  |  |  |  |  |  |  |  |  |  |  |  |  |  |  |  |  |  |  |  |  |  |  |  |  |  |  |  |  |  |  |  |  |  |  |  |  |  |  |  |  |  |  |  |  |  |  |
|  |  |  |  |  |  |  |  |  |  |  |  |  |  |  |  |  |  |  |  |  |  |  |  |  |  |  |  |  |  |  |  |  |  |  |  |  |  |  |  |  |  |  |  |  |  |  |  |  |  |  |  |  |  |  |  |  |  |  |  |  |  |
|  |  |  |  |  |  |  |  |  |  |  |  |  |  |  |  |  |  |  |  |  |  |  |  |  |  |  |  |  |  |  |  |  |  |  |  |  |  |  |  |  |  |  |  |  |  |  |  |  |  |  |  |  |  |  |  |  |  |  |  |  |  |
|  |  |  |  |  |  |  |  |  |  |  |  |  |  |  |  |  |  |  |  |  |  |  |  |  |  |  |  |  |  |  |  |  |  |  |  |  |  |  |  |  |  |  |  |  |  |  |  |  |  |  |  |  |  |  |  |  |  |  |  |  |  |
|  |  |  |  |  |  |  |  |  |  |  |  |  |  |  |  |  |  |  |  |  |  |  |  |  |  |  |  |  |  |  |  |  |  |  |  |  |  |  |  |  |  |  |  |  |  |  |  |  |  |  |  |  |  |  |  |  |  |  |  |  |  |
|  |  |  |  |  |  |  |  |  |  |  |  |  |  |  |  |  |  |  |  |  |  |  |  |  |  |  |  |  |  |  |  |  |  |  |  |  |  |  |  |  |  |  |  |  |  |  |  |  |  |  |  |  |  |  |  |  |  |  |  |  |  |
|  |  |  |  |  |  |  |  |  |  |  |  |  |  |  |  |  |  |  |  |  |  |  |  |  |  |  |  |  |  |  |  |  |  |  |  |  |  |  |  |  |  |  |  |  |  |  |  |  |  |  |  |  |  |  |  |  |  |  |  |  |  |
|  |  |  |  |  |  |  |  |  |  |  |  |  |  |  |  |  |  |  |  |  |  |  |  |  |  |  |  |  |  |  |  |  |  |  |  |  |  |  |  |  |  |  |  |  |  |  |  |  |  |  |  |  |  |  |  |  |  |  |  |  |  |